# 조선정교위원회
조선정교위원회(朝鮮正敎委員會)는 조선민주주의인민공화국의 동방 정교회 신도들이 조직한 단체이다. 러시아 정교회에서 교육받은 사제들이 정백사원에서 활동하고 있다.